# Alain Lamassoure
Alain Lamassoure, né le 10 février 1944 à Pau (Basses-Pyrénées), est un homme politique français.
Il est membre successivement de l'Union pour la démocratie française, de l'Union pour un mouvement populaire et des Républicains jusqu'en 2017.

## Biographie

### Jeunesse et études
Alain Lamassoure est le fils du préfet Guy Lamassoure. Il effectue ses études à l'Institut d'études politiques de Paris, puis à l'École nationale d'administration (promotion Turgot).

### Parcours professionnel
Alain Lamassoure commence sa carrière en 1968 à la Cour des comptes comme auditeur, puis comme conseiller référendaire. À partir de 1973, il est chargé de mission auprès de Maurice Druon, ministre des Affaires culturelles (1973-1974), puis conseiller technique au cabinet du ministre des Finances (1974-1976) puis de l’Équipement (1977-1978). Ensuite il poursuit sa carrière de haut fonctionnaire en tant que conseiller technique à la présidence de la République sous le mandat de Valéry Giscard d'Estaing (1978-1981).

### Parcours politique
Il est député des Pyrénées-Atlantiques de 1986 à 1993, puis participe aux gouvernements d'Édouard Balladur puis d'Alain Juppé, successivement ent tant que ministre des Affaires européennes puis ministre du Budget jusqu'en 1997. 
Alain Lamassoure est député lors de la discussion de la loi constitutionnelle du 25 juin 1992, nécessaire à l'introduction en droit interne du traité de Maastricht sur l'Union européenne. Il dépose un amendement parlementaire à l'Article 88-1 de la Constitution aux termes duquel "La République participe aux Communautés européennes et à l'Union européenne, constitués d'États qui ont choisi librement, en vertu des traités qui les ont institués, d'exercer en commun certaines de leurs compétences". Cet amendement sera lourd de conséquences pour les futures jurisprudences constitutionnelles et administratives françaises. En effet, selon le GAJA, cet article "a servi de fondement à une jurisprudence du Conseil constitutionnel qui constitue le fil directeur de la jurisprudence Arcelor" du Conseil d'État (CC DC 2004 décision relative au traité établissant une Constitution pour l'Europe, CC DC 2006 loi sur le droit d'auteur, CE 2007 Arcelor). 
Fin janvier 2014, il est désigné tête de liste pour la circonscription Île-de-France pour les élections européennes de la même année. Depuis mai 2014, il est député européen et siège comme membre de la commission des affaires économiques et monétaires et de la délégation pour les relations avec les pays de l'Asie du sud. Il est aussi conseiller régional d'Aquitaine. Il fait partie des instances dirigeantes de la Convention démocrate en tant que secrétaire général.
Lors de l'élection du président de l'UMP en 2014, il accorde son soutien à son ami Hervé Mariton face à Nicolas Sarkozy et Bruno Le Maire. Il le justifie notamment par la ligne libérale de Mariton — « C'est un des rares authentiques libéraux qui existent en France » —, tout en précisant qu'il « ne partage pas son approche sur les problèmes de société »,.
À partir de 2014, il pilote le projet européen d'Alain Juppé dont il soutient la candidature à la primaire de la droite et du centre de 2016,,.
Candidat déclaré à la succession de Martin Schulz à la présidence du Parlement européen en 2017, il voit sa dynamique stoppée par la défaite d'Alain Juppé à la primaire de la droite.
Le 4 mars 2017, dans le cadre de l'affaire Fillon, il renonce à soutenir le candidat LR François Fillon à l'élection présidentielle. En octobre 2017, à la suite de la décision du bureau politique des Républicains d’exclure les députés et ministres dits « constructifs », il annonce qu’il quitte son parti.

## Positions politiques

### Europe
Alain Lamassoure est un pro-européen notoire. Il est membre du mouvement européen France dont il a été le vice-président et il entretient des liens étroits avec les divers groupes fédéralistes européens.

## Synthèse des mandats et fonctions

### Mandats parlementaires
À l'Assemblée nationale
- 1986 : élu député des Pyrénées-Atlantiques (scrutin départemental)
- 1988, 1993, 1995 : élu député de la 5e circonscription des Pyrénées-Atlantiques

Au Parlement européen
- 1989, 1999, 2004, 2009, 2014 : élu député au Parlement européen
  - Membre du groupe Parti populaire européen, vice-président des députés élus en France du groupe PPE
  - Président de la commission des Budgets jusqu'en 2014
  - Membre suppléant de la commission des Affaires étrangères
  - Membre de la délégation pour les relations avec l'Inde
  - Président de la commission spéciale TAXE sur les rescrits fiscaux et autres mesures similaires par leur nature ou par leur effet[15]

### Mandats locaux
Au conseil municipal
- 1995-1999 : premier adjoint au maire d'Anglet
- 1999-2000 : maire d'Anglet
- 2000-2008 : conseiller municipal d'Anglet

À l'agglomération Côte Basque-Adour (anciennement communauté d'agglomération de Bayonne-Anglet-Biarritz)
- 1995-2001 : président de l'agglomération Côte Basque-Adour
- 2001-2008 : vice-président de l'agglomération Côte Basque-Adour

Au conseil régional
- 2010-2014 : conseiller régional d'Aquitaine

Autres mandats
- 2001, 2004 : élu puis réélu président du conseil des élus du Pays basque

### Fonctions gouvernementales
- 30 mars 1993 - 11 mai 1995 : ministre délégué aux Affaires européennes du gouvernement Édouard Balladur
- 7 novembre 1995 - 2 juin 1997 : ministre délégué au Budget, porte-parole du deuxième gouvernement Juppé

### Fonctions intergouvernementales
Président du Comité de direction de l'Observatoire de l'enseignement de l'histoire en Europe, organe du Conseil de l'Europe.

### Fonctions politiques
- 1985-1989 : délégué général des clubs Perspectives et réalités
- 1985-1986 : membre du conseil économique et social
- 1988-porte-parole de l'UDF, puis vice-président (1999-2002)
- 2002-2003 : membre de la Convention européenne
- 2002-2005 : vice-président du Mouvement européen France
- 2004-2009 : secrétaire national de l'UMP chargé des questions européennes
- 2004 : membre du bureau politique du PPE
- 2005 : vice-président du Cercle de l'industrie[16]

## Décoration
- Alain Lamassoure est chevalier de l'ordre national de la Légion d'honneur

## Publications
Ouvrages
- Histoire secrète de la Convention européenne, publié chez Albin Michel - collection Robert Schuman
- Ce sera une autre Europe, livret d'Alain Lamassoure publié par la Fondation Robert Schuman (note no 14 - mars 2003)

Contributions
- L'Europe peut-elle fonctionner sans leader ?, contribution au livre Notre Europe, sous la direction de Michel Rocard et Nicole Gnesotto, publié aux Éditions Robert Laffont - septembre 2008
- De la méthode Delors à la méthode Herzog, article paru dans la revue Confrontations Europe, no 82 - avril 2008
- Europe 2008 : la présidence française et au-delà, article paru dans la revue France Forum no 29 - mars 2008

Divers
- Préface des Mémoires d'Europe de Otto de Habsbourg, entretiens avec JP Picaper, Éditions Criterion, 1994